# Śmielec
Śmielec (česky Smělec nebo Velký Šišák, německy Große Sturmhaube) je hora v Krkonoších na česko-polské hranici, s vrcholem na polské straně asi 150 m od česko-polské hranice, 6 km severoseverozápadně od Špindlerova Mlýna a 7 km jihovýchodně od Szklarske Poręby.
Vrchol je porostlý klečí, ve vrcholové části a na severovýchodním svahu jsou četná suťová pole.

## Přístup
Vrchol se nachází 150 metrů od hlavní krkonošské hřebenovky – červeně značené cestě česko-polského přátelství. K Martinově boudě na jižním úbočí vede i zelená turistická značka ze Špindlerova Mlýna a dále na Labskou boudu, ze která nad Martinovkou odbočuje modrá značka, vedoucí kolem vrcholu Śmielce do Polska.

## Okolí
- U Černého sedla, směrem k Mužským kamenům, 400 m východně od vrcholu, se nachází Kalmanův pomník, připomínající tragickou smrt českého novináře Richarda Kalmana, který zde zahynul ve sněhové bouři 14. ledna 1929.
- Necelý 1 km jižně pod vrcholem se nachází horská chata Martinova bouda.
- Asi 1 km severně pod vrcholem se nachází chata Schronisko Pod Śmielcem.

## Galerie

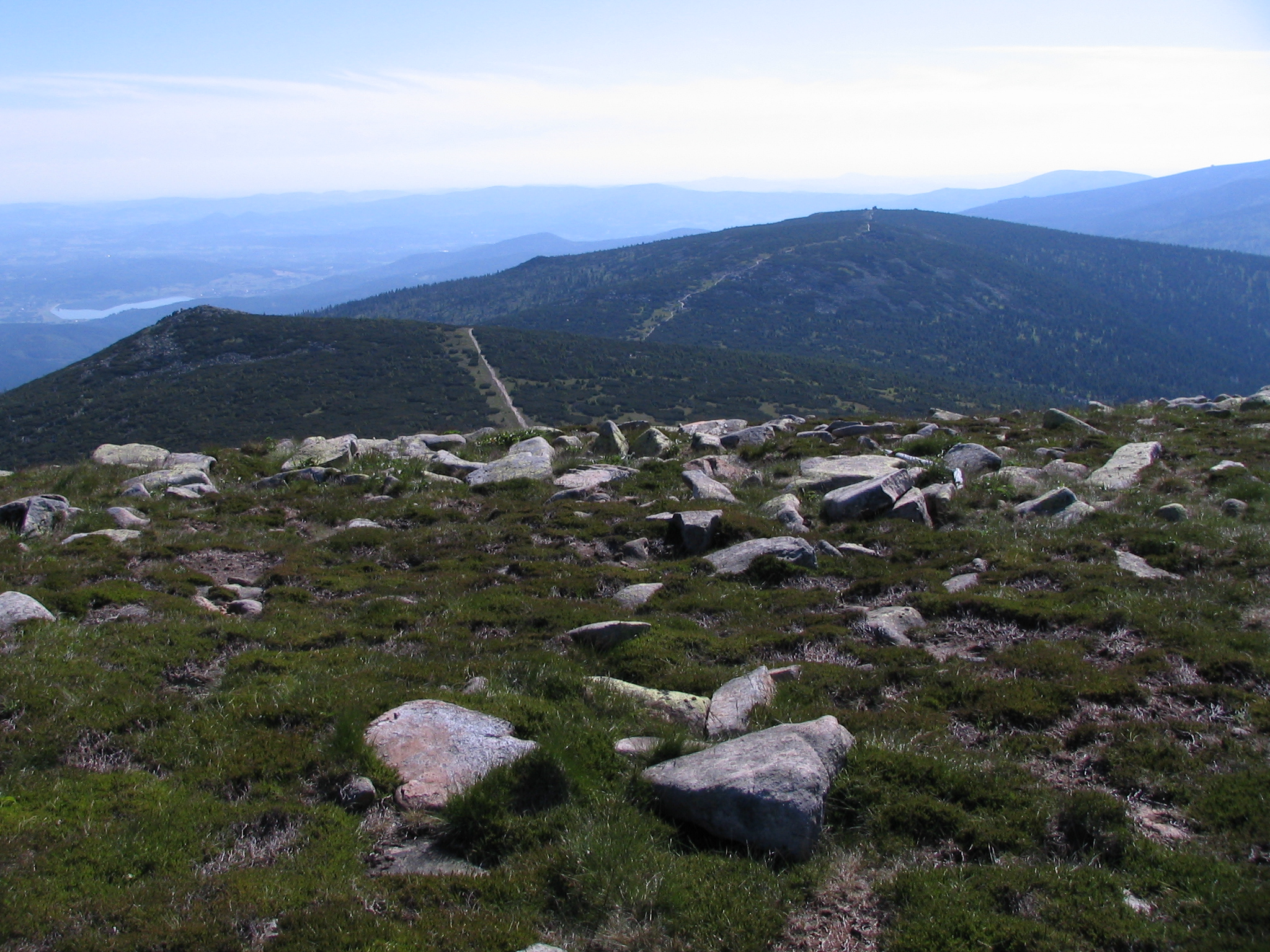
Śmielec z vrcholu Vysokého kola
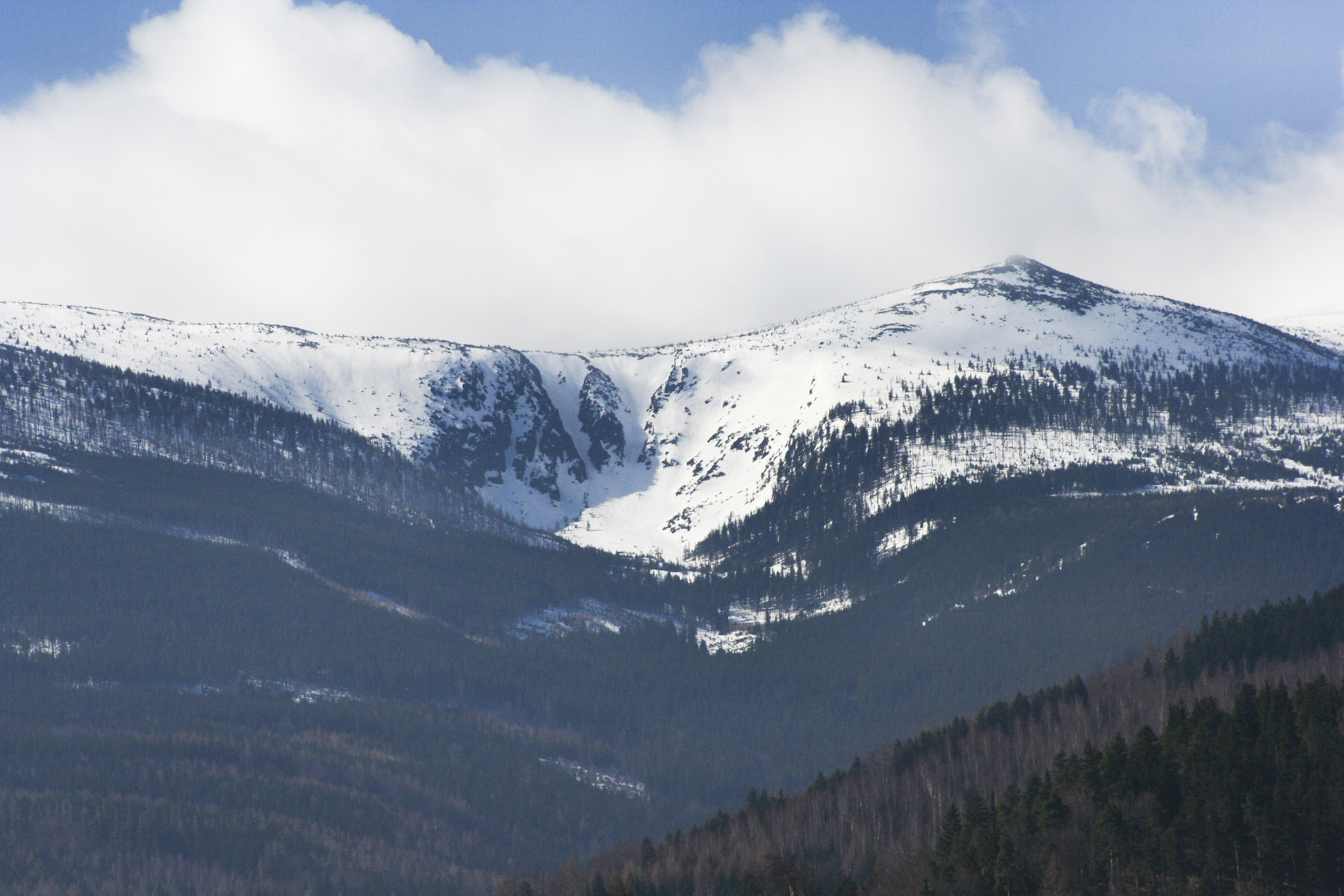
Śmielec z Polské strany
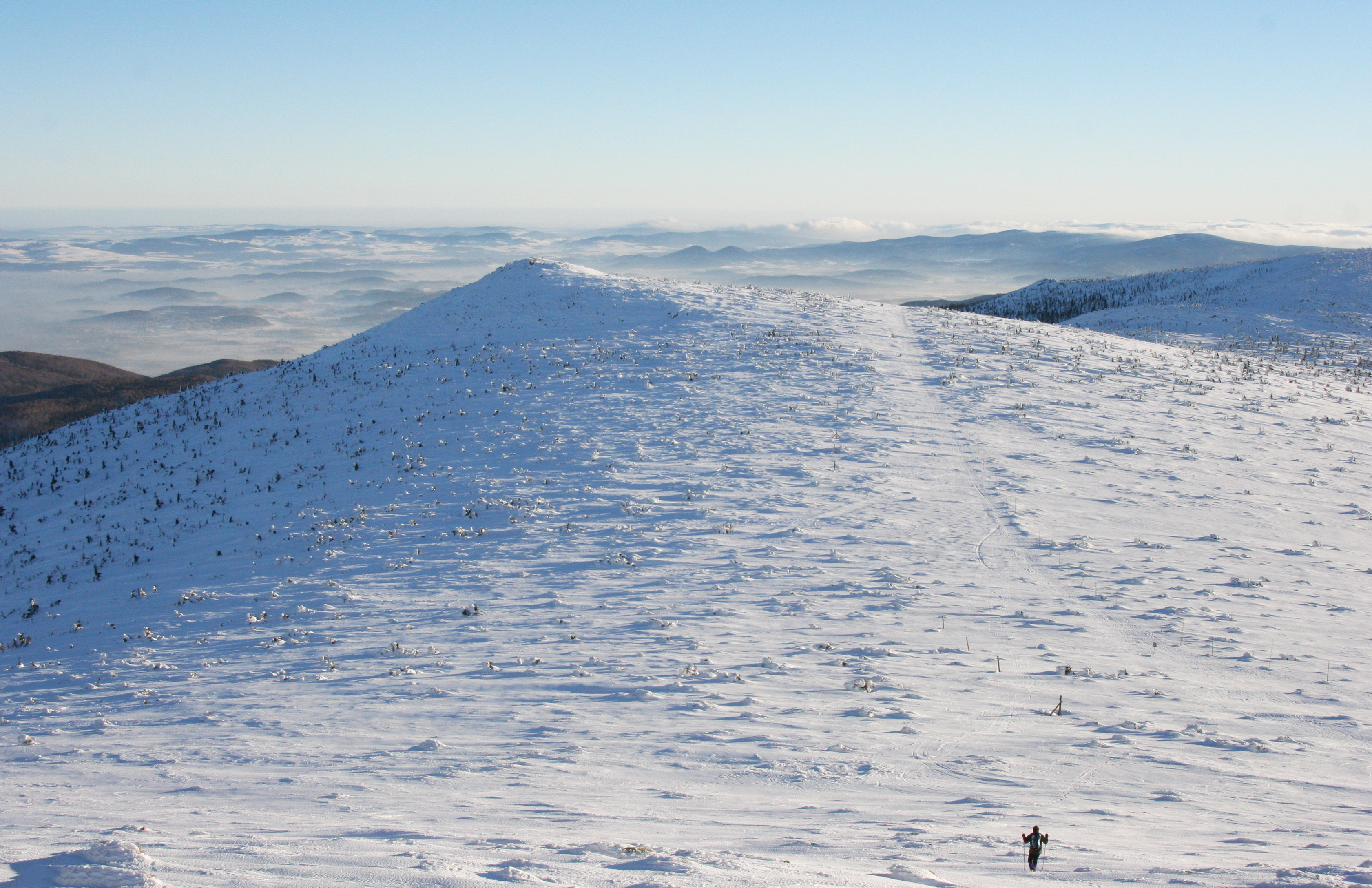
Śmielec z Vysokého kola v zimě
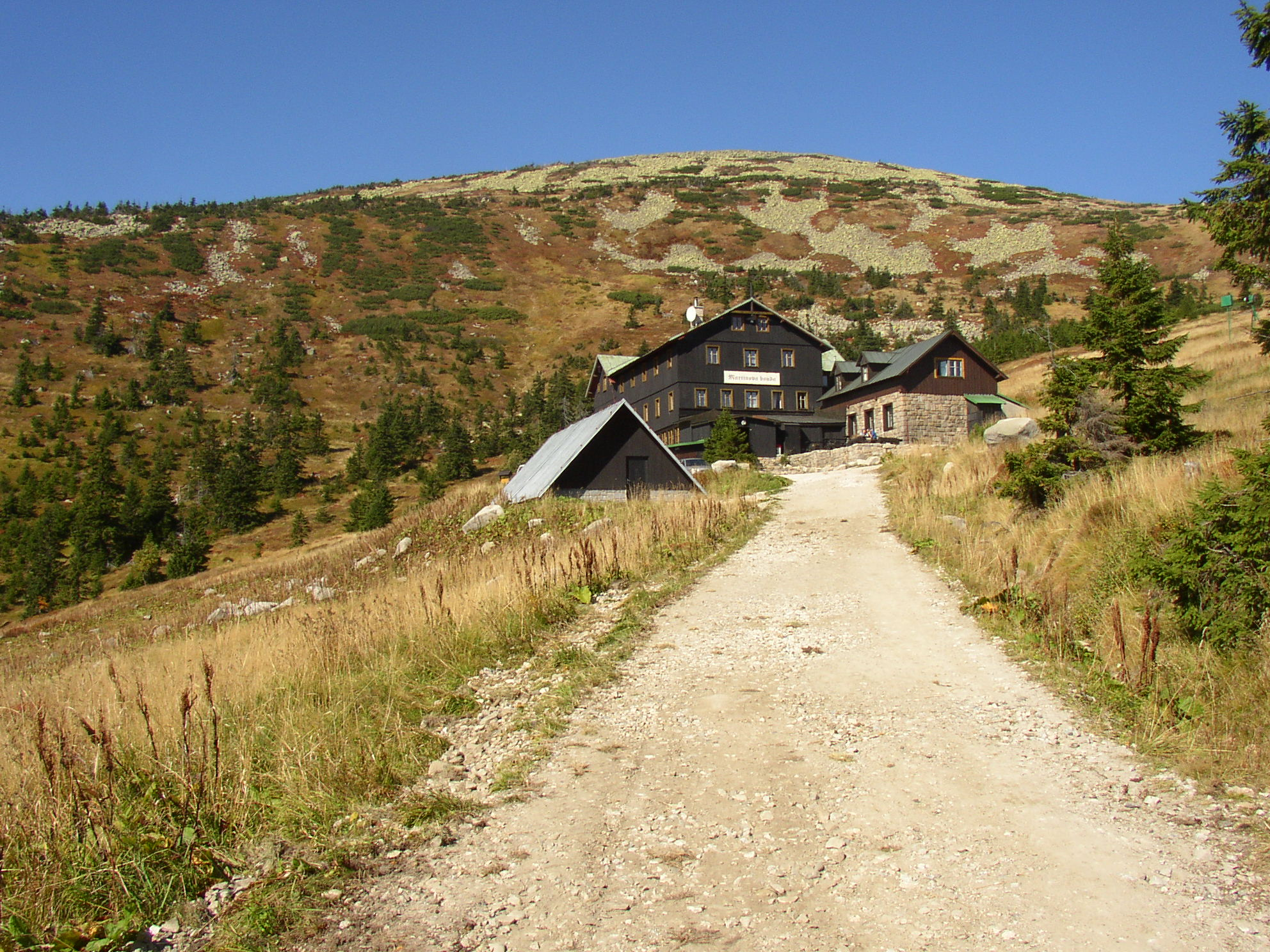
Martinova bouda na jižním svahu Śmielce